# Starengovia kirgizica
Espèce
Starengovia kirgizica est une espèce d'opilions dyspnois de la famille des Nemastomatidae.

## Distribution
Cette espèce se rencontre au Kirghizistan et en Ouzbékistan.

## Description
Le mâle holotype mesure 1,7 mm.
Les mâles mesurent de 1,5 à 1,75 mm et les femelles de 1,6 à 2,2 mm.

## Systématique et taxinomie
Cette espèce a été décrite par Snegovaya en 2010.

## Étymologie
Son nom d'espèce lui a été donné en référence au lieu de sa découverte, le Kirghizistan.

## Publication originale
- Snegovaya, 2010 : « New harvestman genus and species from Kyrgyz Republic (Kyrgyzstan) (Arachnida: Opiliones: Nemastomatidae). » Acta Zoologica Bulgarica, vol. 62, p. 351–354.